# Захаров Михайло Михайлович
Михайло Михайлович Захаров (біл. Міхаіл Міхайлавіч Захараў; народився 22 січня 1962 у м. Усть-Каменогорську, СРСР) — радянський/білоруський хокеїст, центральний нападник. Головний тренер «Юність» (Мінськ). Заслужений тренер Республіки Білорусь, майстер спорту СРСР міжнародного класу, кавалер Ордену Пошани (2007).
У складі національної збірної Білорусі провів 17 матчів (7 голів, 11 передач); учасник чемпіонатів світу 1994 (група C), 1995 (група C). У складі молодіжної збірної СРСР учасник чемпіонату Європи 1980.
Виступав за «Динамо» (Мінськ), «Грін-Бей Айс», «Вест-Палм-Біч Блейз», «Детройт Фелконс», «Ютіка Буллдогс», «Ютіка Бліззард», «Медісон Монстерс», «Куод-Сіті Меллардс», ЦСКА (Москва).
Очолював національні збірні Білорусі і України, «Юність» (Мінськ).
Син: Костянтин Захаров.

## Досягнення
- Як гравець: найкращий голеадор молодіжного чемпіонату Європи 1980; найкращий хокеїст року Білорусі (1990);
- Як тренер: володар Континентального кубка (2007, (2011). Чемпіон Білорусі (2010, 2011). Володар Кубка Білорусі (2010).